# Liste des monuments historiques d'Auvillar
Ce tableau présente la liste de tous les monuments historiques classés ou inscrits dans la ville d'Auvillar, Tarn-et-Garonne, en France.

## Liste
| Monument                          | Adresse                              | Coordonnées                      | Notice         | Protection | Date | Illustration                      |
| --------------------------------- | ------------------------------------ | -------------------------------- | -------------- | ---------- | ---- | --------------------------------- |
| Chapelle Sainte-Catherine du Port | Rue Sainte-Catherine                 | 44° 04′ 24″ nord, 0° 53′ 49″ est | « PA00095679 » | Inscrit    | 1980 | Chapelle Sainte-Catherine du Port |
| Église Saint-Pierre d'Auvillar    | Place de l'Église                    | 44° 04′ 12″ nord, 0° 54′ 04″ est | « PA00095678 » | Classé     | 1862 | Église Saint-Pierre d'Auvillar    |
| Halle aux grains                  | Place de la Halle                    | 44° 04′ 14″ nord, 0° 53′ 59″ est | « PA00095680 » | Classé     | 1946 | Halle aux grains                  |
| Immeuble                          | Place de la Halle                    | 44° 04′ 13″ nord, 0° 53′ 58″ est | « PA00095685 » | Inscrit    | 1946 | Image manquante Téléverser        |
| Immeuble                          | Place de la Halle                    | 44° 04′ 13″ nord, 0° 53′ 58″ est | « PA00095686 » | Inscrit    | 1946 | Immeuble                          |
| Immeuble                          | Place de la Halle                    | 44° 04′ 12″ nord, 0° 53′ 58″ est | « PA00095687 » | Inscrit    | 1946 | Immeuble                          |
| Immeuble                          | Place de la Halle                    | 44° 04′ 12″ nord, 0° 53′ 59″ est | « PA00095689 » | Inscrit    | 1946 | Immeuble                          |
| Immeuble                          | Place de la Halle                    | 44° 04′ 12″ nord, 0° 53′ 59″ est | « PA00095690 » | Inscrit    | 1946 | Immeuble                          |
| Immeuble                          | Place de la Halle                    | 44° 04′ 13″ nord, 0° 53′ 59″ est | « PA00095691 » | Inscrit    | 1946 | Immeuble                          |
| Immeuble                          | Place de la Halle                    | 44° 04′ 13″ nord, 0° 54′ 00″ est | « PA00095693 » | Inscrit    | 1946 | Immeuble                          |
| Immeuble                          | Place de la Halle                    | 44° 04′ 13″ nord, 0° 54′ 00″ est | « PA00095694 » | Inscrit    | 1946 | Immeuble                          |
| Immeuble                          | Place de la Halle Rue Saint-Pierre   | 44° 04′ 13″ nord, 0° 54′ 00″ est | « PA00095695 » | Inscrit    | 1946 | Immeuble                          |
| Immeuble                          | Place de la Halle                    | 44° 04′ 14″ nord, 0° 54′ 00″ est | « PA00095697 » | Inscrit    | 1946 | Immeuble                          |
| Immeuble                          | Place de la Halle                    | 44° 04′ 14″ nord, 0° 54′ 00″ est | « PA00095698 » | Inscrit    | 1946 | Immeuble                          |
| Immeuble                          | Place de la Halle                    | 44° 04′ 15″ nord, 0° 53′ 58″ est | « PA00095699 » | Inscrit    | 1946 | Immeuble                          |
| Immeuble                          | Place de la Halle Rue de la Triperie | 44° 04′ 15″ nord, 0° 53′ 58″ est | « PA00095700 » | Inscrit    | 1946 | Immeuble                          |
| Immeuble (détruit ?)              | Place de la Halle Rue de la Triperie | 44° 04′ 15″ nord, 0° 53′ 57″ est | « PA00095682 » | Inscrit    | 1946 | Image manquante Téléverser        |
| Immeuble                          | Place de la Halle Rue du Palais      | 44° 04′ 12″ nord, 0° 53′ 59″ est | « PA00095688 » | Inscrit    | 1946 | Immeuble                          |
| Immeuble                          | Place de la Halle                    | 44° 04′ 13″ nord, 0° 53′ 58″ est | « PA00095683 » | Inscrit    | 1946 | Immeuble                          |
| Immeubles                         | Place de la Halle                    | 44° 04′ 13″ nord, 0° 53′ 58″ est | « PA00095684 » | Inscrit    | 1946 | Immeubles                         |
| Immeubles                         | Place de la Halle                    | 44° 04′ 14″ nord, 0° 53′ 59″ est | « PA00095701 » | Inscrit    | 1946 | Immeubles                         |
| Immeubles                         | Place de la Halle Rue de l'Horloge   | 44° 04′ 12″ nord, 0° 53′ 59″ est | « PA00095692 » | Inscrit    | 1946 | Immeubles                         |
| Immeuble                          | Rue Saint-Pierre Place de la Halle   | 44° 04′ 14″ nord, 0° 54′ 00″ est | « PA00095696 » | Inscrit    | 1946 | Image manquante Téléverser        |
| Immeubles                         | Rue de la Triperie                   | 44° 04′ 16″ nord, 0° 53′ 57″ est | « PA00095702 » | Inscrit    | 1946 | Image manquante Téléverser        |
| Immeuble Desbordes                | Place de la Halle                    | 44° 04′ 14″ nord, 0° 53′ 57″ est | « PA00095681 » | Inscrit    | 1956 | Immeuble Desbordes                |
| Tour de l'Horloge                 | Rue de l'Horloge                     | 44° 04′ 10″ nord, 0° 53′ 58″ est | « PA00095703 » | Inscrit    | 1978 | Tour de l'Horloge                 |